# Rose Marie Karpinsky Dodero
Rosa Maria Karpinski Dodero (San José, 24 de octubre de 1936) es una política, catedrática y diplomática costarricense. En 1986 se convertiría en la primera mujer Presidenta de la Asamblea Legislativa de Costa Rica. En 2021 la Asamblea Legislativa la declaró cómo Ciudadana de Honor, mediante el Acuerdo 6895-21-22 del 27 de abril de 2022.

## Biografía
Primeros años
Rosemary Karpinsky Dodero nació en el cantón central de San José, el 24 de octubre de 1936. Su crianza estaría dividida a medio tiempo entre San José y Limón, sería en este último donde cursaría sus estudios primarios en la Escuela de Niñas de Limón y donde comenzaría sus estudios secundarios en el Colegio Americano de Limón, para posteriormente graduarse del Colegio Nuestra Señora de Sion, en la capital.   
Educación Superior
Posteriormente, durante la década de los años 1950 se forma en la Universidad de Costa Rica (UCR), donde en 1957, sin poseer aún ningún título, se convierte profesora en la Escuela de Estudios Generales de esta institución, misma que dirigiría años después, siendo la primera Mujer en este puesto. Años más tarde, en 1973, se convierte en la primera persona en obtener un doctorado Académico en la historia de la UCR, de la especialidad de Filosofía. Además, en ese mismo año sería llamada por José Figueres Ferrer a ser parte de la Comisión Ad-Hoc organizadora de la Universidad Nacional (UNA), donde destacaría por ser la única mujer integrante de esta.
Diputación y Presidencia

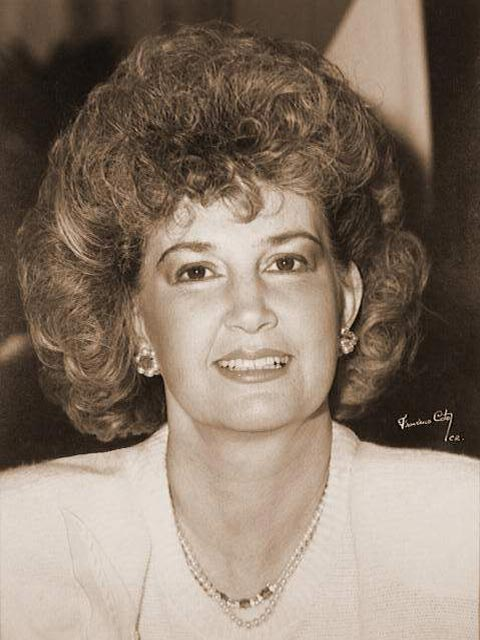
Foto oficial como Presidenta de la Asamblea Legislativa

En el año 1986, durante el primer gobierno de Óscar Arias Sánchez, es electa cómo Diputada de la República, donde el primero de mayo se convertiría, en la primera mujer en presidir el congreso costarricense. Instantes de la votación que la ascendería a la magistratura del primer Poder de la República, una llamada llegaría a su curul, donde su interlocutor le advertiría que era contra los principios sagrados de la Asamblea que una mujer ocupara la presidencia y que por esta razón se había instalado una bomba en el plenario legislativo, misma que sería detonada de no cesar sus aspiraciones. Sin embargo, convencida de que era esta una amenaza vacía decidió proseguir, para ser posteriormente electa con 30 votos a favor, contra 25 de su contrincante Marcelle Taylor Brown.  
Además del plenario legislativo, también presidió la Comisión de Asuntos Económicos, donde tradicionalmente presidía un hombre.  
Carrera Diplomática
En 1974, durante el gobierno de Daniel Oduber Quirós, Rose Marie Karpinsky incursionaría por primera vez en la diplomacia, siendo enviada cómo Embajadora Plenipotenciaria de Costa Rica en Jerusalén. Sería Embajadora Plenipotenciaria en Madrid de 1994 a 1998, al mismo tiempo que en 1996 sería Embajadora Plenipotenciaria en Rabat, acreditada ante la soberana Orden de Malta y en 1997 Embajadora Plenipotenciaria ante la Santa Sede.  
Años Posteriores
En el año 1989, junto a Fernando Castillo y Adrián Trejos, el libro Reflexiones sobre el Poder Legislativo Costarricense. En 1998 acompañaría a José Miguel Corrales en sus aspiraciones presidenciales como candidata a Vicepresidenta de la República. Después de esta campaña, debido a afecciones neuronales y a un deterioro en su salud psicológica, decide alejarse de la política y funda el curso Cátedra de Actualidad en el Country Club, mismo que mantiene a hoy día.